# Rope (canción)
«Rope» es una canción del grupo musical estadounidense de rock alternativo Foo Fighters, publicada como sencillo el 1 de marzo de 2011 e incluida posteriormente como la segunda pista del álbum de estudio titulado Wasting Light, publicado el 12 de abril del mismo año. El sencillo salió a la venta en formato digital, aunque el 25 de abril se editó una versión en vinilo de 12 pulgadas.
«Rope» es la segunda canción en debutar en lo más alto de la lista Rock Songs tras «The Catalyst» de Linkin Park, permaneciendo en la primera ubicación por 20 semanas. Además lideró las listas del Alternative Songs y el Mainstream Rock Tracks por 13 y 5 semanas respectivamente. La canción recibió una nominación en los Premios Grammy de 2012, en la categoría a la "Mejor grabación remixada", gracias a la versión realizada por productor canadiense, deadmau5.

## Video musical
El video musical fue dirigido por el mismo Dave Grohl y fue filmado íntegramente en formato VHS.

## Lista de canciones
Descarga digital
1. «Rope» – 4:19

Vinilo de 12"
1. «Rope» – 4:19
2. «Rope» (deadmau5 Mix) – 3:06

Descarga digital – deadmau5 Mix [edit]
1. «Rope» (deadmau5 Mix) [edit] – 3:06

## Listas de éxitos
| Lista (2011)                                | Posición más alta |
| ------------------------------------------- | ----------------- |
| Alemania (Media Control AG)                 | 83                |
| Australia (ARIA Charts)                     | 55                |
| Austria (Ö3 Austria Top 40)                 | 51                |
| Bélgica (Flandes) (Ultratip Bubbling Under) | 7                 |
| Bélgica (Valonia) (Ultratip Bubbling Under) | 19                |
| Canadá (Hot 100)                            | 41                |
| Escocia (The Official Charts Company)       | 22                |
| Estados Unidos (Billboard Hot 100)          | 68                |
| Estados Unidos (Alternative Songs)          | 1                 |
| Estados Unidos (Mainstream Rock Tracks)     | 1                 |
| Estados Unidos (Rock Songs)                 | 1                 |
| Japón (Japan Hot 100)                       | 21                |
| Países Bajos (Mega Single Top 100)          | 31                |
| Reino Unido (UK Singles Chart)              | 22                |

### Sucesión en listas
| Anterior: «Shake Me Down» de Cage the Elephant                 | Rock Songs — Sencillo Nro 1 12 de marzo de 2011 — 29 de junio de 2011          | Siguiente: «Walk» de Foo Fighters                 |
| Anterior: «Shake Me Down» de Cage the Elephant                 | Alternative Songs — Sencillo Nro 1 26 de marzo de 2011 — 25 de junio de 2011   | Siguiente: «Pumped Up Kicks» de Foster the People |
| Anterior: «Diamond Eyes (Boom-Lay Boom-Lay Boom)» de Shinedown | Mainstream Rock Tracks — Sencillo Nro 1 2 de abril de 2011 — 7 de mayo de 2011 | Siguiente: «Country Song» de Seether              |